# Rhipidia (Rhipidia) flabelliformis
Rhipidia (Rhipidia) flabelliformis is een tweevleugelige uit de familie steltmuggen (Limoniidae). De soort komt voor in het Neotropisch gebied.